# Дидяково

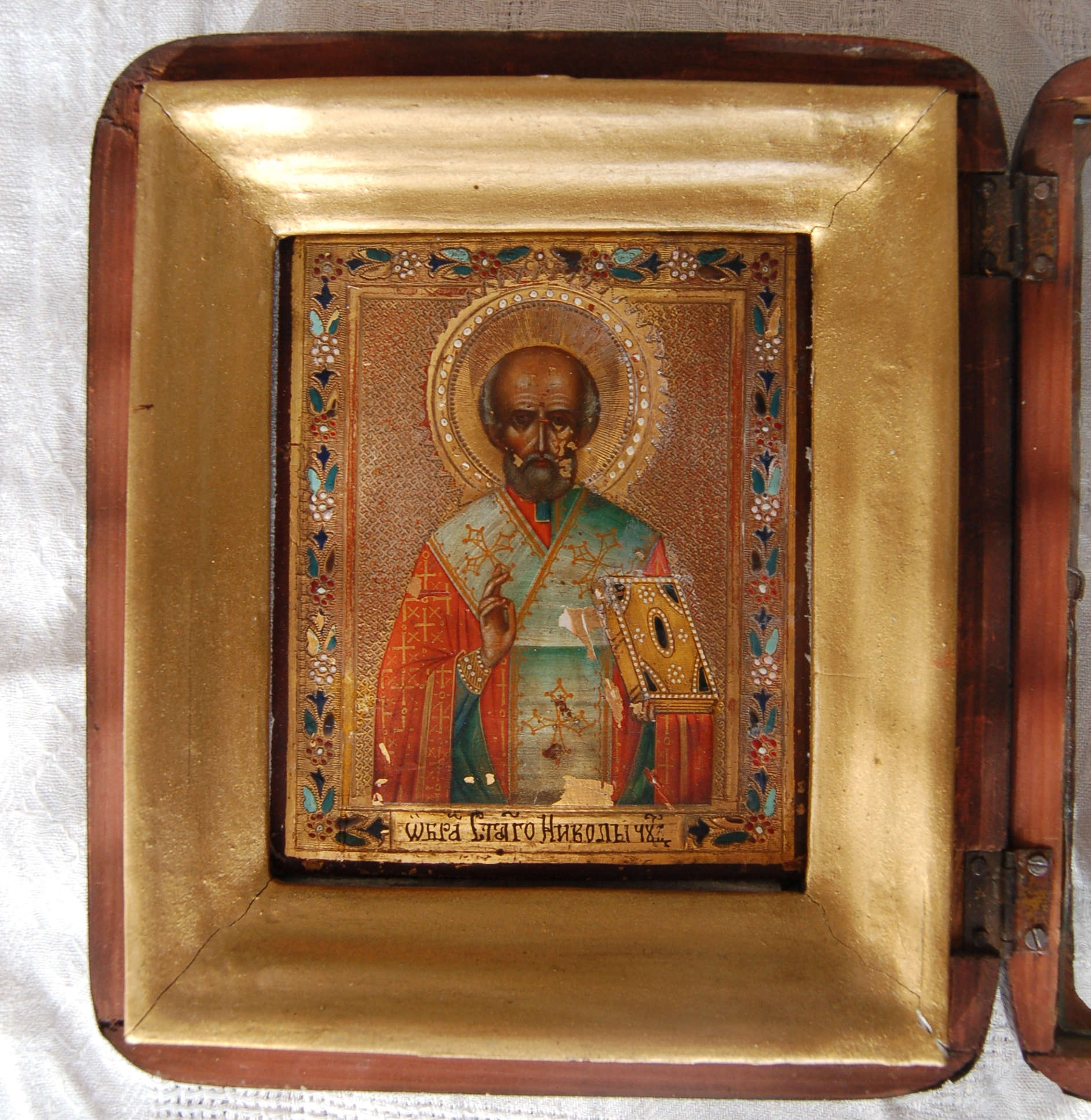
«Образ Святаго Николы чудотворца», Дидяково, Московская губерния, конец XIX — начало XX века

Дидяково — деревня в Чеховском районе Московской области, в составе муниципального образования сельское поселение Баранцевское (до 29 ноября 2006 года входила в состав Баранцевского сельского округа), деревня связана автобусным сообщением с райцентром и соседними населёнными пунктами.

## Население
| 2002 | 2006 | 2010 |
| ---- | ---- | ---- |
| 9    | ↗12  | ↗17  |

## География
Дидяково расположено примерно в 19 км (по шоссе) на юго-восток от Чехова, на безымянном правом притоке реки Лопасни, высота центра деревни над уровнем моря — 166 м. На 2016 год в Дидяково зарегистрировано 3 садовых товарищества.